# 伦山麓圣玛格达莱娜
伦山麓圣玛格达莱娜（德語：Sankt Magdalena am Lemberg）是奥地利施泰尔马克州哈特贝格县的一个市镇。总面积11.7平方公里，总人口1129人，人口密度96.5人/平方公里（2005年）。